# Épineau-les-Voves
Épineau-les-Voves is een gemeente in het Franse departement Yonne (regio Bourgogne-Franche-Comté) en telt 665 inwoners (1999). De plaats maakt deel uit van het arrondissement Auxerre.

## Geografie
De oppervlakte van Épineau-les-Voves bedraagt 7,1 km², de bevolkingsdichtheid is 93,7 inwoners per km².
De onderstaande kaart toont de ligging van Épineau-les-Voves met de belangrijkste infrastructuur en aangrenzende gemeenten.

## Demografie
Onderstaande figuur toont het verloop van het inwonertal (bron: INSEE-tellingen).